# Подуєво
Подуєво, також Бесіана (алб. Podujevë, Podujeva або Besiana; серб. Подујево, Podujevo) — місто і муніципалітет у Косові, входить у Приштинський округ. Уперше Бесіана згадується Прокопієм Кесарійським як відтворений Юстиніаном військовий форт. Під час косовської війни тут відбулася Подуєвська різанина, що послужила одним із приводів для втручання НАТО.
Подуєво розташоване в стратегічній позиції у зв'язку з регіональною автомагістраллю і залізницею, що проходять через нього, і пов'язує до нього прилеглі території. Приштина, столиця Косова лежить приблизно за 35 км на південь. Загальна чисельність населення муніципалітету оцінюється в 88 499 (у 2011 році).

## Економіка
Пік розвитку економіки Подуєва був у 1980-х. У той час було 16 організації, які проводили свою економічну діяльність, всього було 2500 працівників. Початок 1990-х років характеризується зростанням приватних підприємств, зокрема, у сфері торгівлі та послуг. Під час косовської війни всі ці підприємства були зруйновані сербськими збройними силами, тож період оновлення був довгим і важким. Після війни приватний сектор був головним носієм економічного розвитку з постійного зростання. Існує близько 3122 зареєстрованих підприємств, переважно в торговельному секторі.

## Відомі особистості
У поселенні народився:
- Скендер Гісені (* 1955) — політик Косова.